# Hatred (videogioco)
("L'Antagonista" di Hatred nell'intro del gioco)
Hatred è un videogioco shoot 'em up con prospettiva isometrica sviluppato e pubblicato da Destructive Creations, il 1º giugno 2015 su Microsoft Windows. Il personaggio giocante è un misantropo omicida di massa che incomincia una "crociata genocida" per uccidere quanti più esseri umani possibile. Lo sviluppatore ha definito Hatred una reazione alle tendenze più recenti mostrate nei videogiochi, come il politicamente corretto, i presupposti educativi, l'uso di colori vivaci e la concezione dei videogiochi come forma d'arte.
Il trailer dell'annuncio di ottobre 2014 è stato definito "controverso" da molti giornalisti di settore. Il gioco fu rimosso da "Steam Greenlight" di Valve Corporation a causa del suo contenuto estremamente violento, ma riportato successivamente con le scuse ufficiali di Gabe Newell. È stato successivamente dato il via libera alla pubblicazione il 29 dicembre 2014.
Alla sua pubblicazione, Hatred ha ricevuto recensioni generalmente negative. La maggior parte dei critici ha definito il gioco come "ripetitivo" e "privo di variazioni", criticandone anche la sua natura violenta e controversa. D'altra parte, una fetta di critici ha considerato Hatred più come un videogioco acerbo, seppur dotato di una solida modalità di gioco e di buone meccaniche shoot 'em up. Il gioco si è rivelato essere un best seller su Steam e ha raccolto un'accoglienza piuttosto positiva da parte dei giocatori.

## Trama

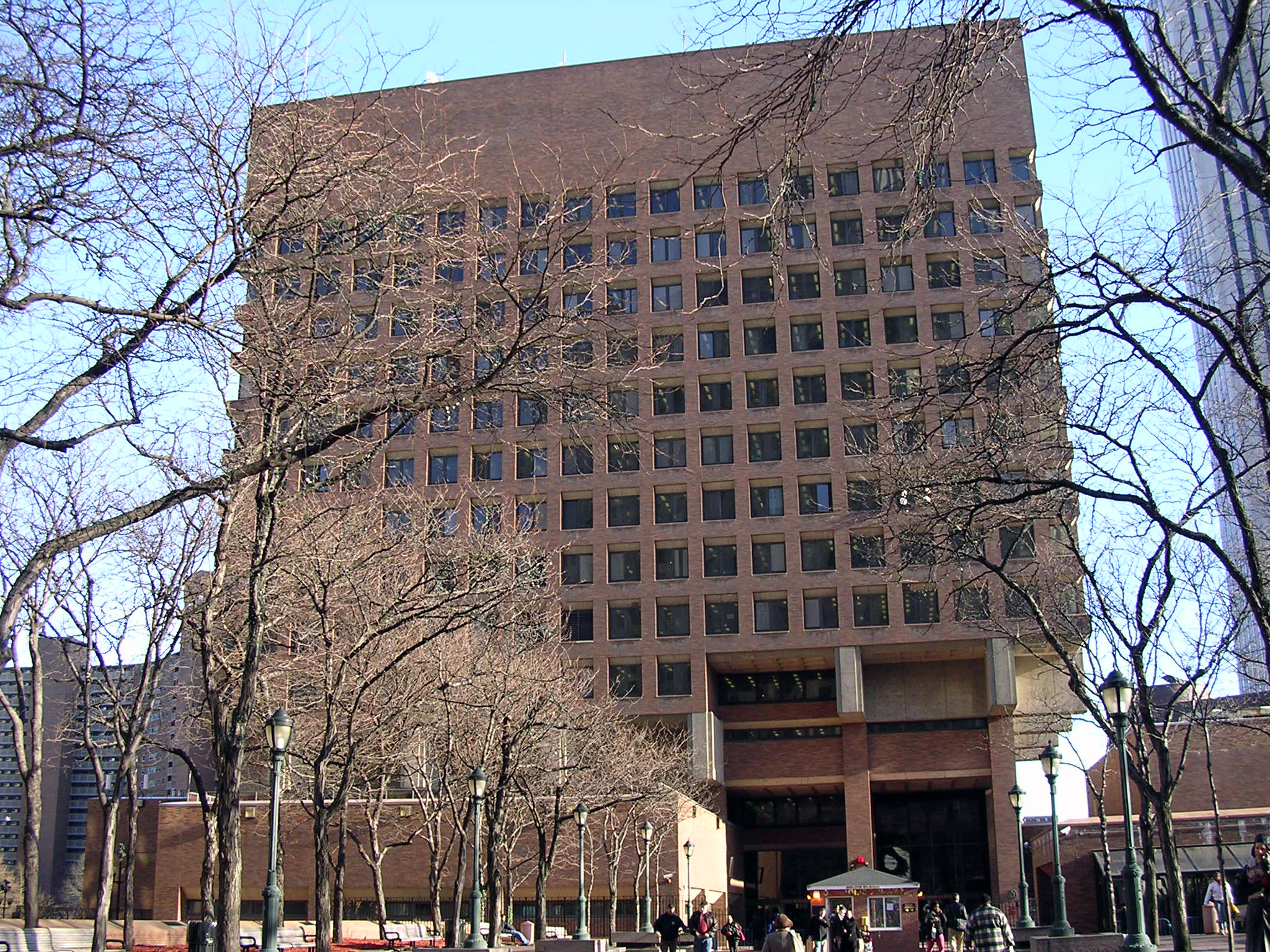
1 Police Plaza, sede del New York City Police Department, uno dei luoghi d'eccidio nel gioco.

La trama di Hatred ruota attorno a un uomo dal nome e storia sconosciuti, noto semplicemente come "L'Antagonista". Disgustato dalla società umana e dalla sua esistenza in generale, L'Antagonista decide di dare inizio a una serie di stragi a New York.
Dal suo quartiere fino a "1 Police Plaza", l'uomo lascia dietro di sé una scia di morte fatta di civili e agenti delle forze dell'ordine, costringendo i guardiani della società a dargli la caccia per porre fine alla sua missione omicida. Durante una fuga in treno dalla polizia, progetta di portare a termine la sua "crociata" suicidandosi e condannando a morte milioni di persone, facendo esplodere una centrale nucleare vicino a New York. Per questo, tuttavia, ha bisogno di esplosivo al plastico che ottiene assaltando la base militare di "Fort O'Connor", sterminando diverse sentinelle e quindi dirigendosi verso la centrale atomica.
L'Antagonista riesce a introdursi nella centrale nucleare, uccidendo le guardie di sicurezza, e a sovraccaricare il reattore nucleare. Poco prima della fine, i soldati sopraggiunti per ucciderlo gli sparano più volte, colpendolo al petto. Mentre crolla, gravemente ferito e ormai prossimo al trapasso, mette in funzione le cariche esplosive: la centrale esplode, radendo al suolo New York e uccidendo milioni di persone. La sua missione è quindi completata.

## Modalità di gioco

L'Antagonista compie una esecuzione su un poliziotto rimasto ferito. In Hatred le esecuzioni sono il solo mezzo che permette il recupero di punti ferita.

Hatred è uno shoot 'em up in prospettiva isometrica, dove l'obiettivo è proseguire nelle vicende della trama, avanzando di livello in livello, uccidendo più persone possibili, sia civili – armati o disarmati – sia tutori della legge. Il giocatore può trasportare tre armi – tra pistole, mitra, fucili d'assalto e armi a canna liscia – e un vario assortimento di esplosivi, oltre a guidare alcuni veicoli. La salute viene rigenerata unicamente eseguendo una esecuzione sommaria su un qualunque essere umano gravemente ferito; ogni esecuzione è eseguita con primo piano cinematografico e cambio di prospettiva dell'inquadratura.
Se il giocatore resta ucciso viene generato un game over e il livello si riavvia interamente, salvo che il giocatore non abbia completato "obiettivi secondari" che forniscono un numero limitato di checkpoints. La voce del personaggio giocante è volutamente ridotta al minimo; le sue ideologie e le sue motivazioni largamente lasciate aperte all'interpretazione.

## Sviluppo
Hatred è il primo gioco creato da Destructive Creations, sviluppato a Gliwice, in Polonia. Una parte del team ha lavorato presso un'altra software house polacca, The Farm 51.
Destructive Creations annunciò Hatred il 16 ottobre 2014, rilasciando il controverso trailer del gioco. Gli sviluppatori definirono Hatred una reazione alle tendenze più recenti mostrate nei videogiochi, come il politicamente corretto, i presupposti educativi, l'uso di colori vivaci e la concezione dei videogiochi come forma d'arte. Hatred è stato realizzato per ricordare le origini del mezzo videoludico, inizialmente concepito come "un medium ribelle", un tipo di intrattenimento semplice privo di qualsivoglia filosofia. Seppure il trailer fu ideato per essere provocatorio, l'amministratore delegato di Destructive Creations, Jarosław Zieliński, non si aspettò la grande reazione scaturita e la quantità di fan mail di supporto al progetto. Aggiunse di non pensare che il trailer avesse attraversato alcun "confine morale" e che coloro cui il gioco non piaceva erano liberi di non comprarlo. In un'intervista a Vice, Zieliński evidenziò che la colonna sonora dark ambient del gioco e il character design sono stati intenzionalmente realizzati per non ispirare emozioni positive, affermando: «Non voglio che venga giustificato nulla. Voglio solo che il giocatore si chieda il perché di tutto ciò». Il gioco venne concepito per utilizzare il motore grafico Unreal Engine versione 4 e il motore fisico NVIDIA "PhysX". Il logo dell'Unreal Engine venne rimosso dal trailer su richiesta dello sviluppatore, Epic Games.
I dialoghi del personaggio giocante vennero scritti da Herr Warcrimer, cantante dei gruppi death metal polacchi "Infernal War" e "Iperyt"; difatti la canzone "Particular Hatred" degli Iperyt appare nel gioco. La voce de "L'Antagonista" è stata prestata da un doppiatore con lo pseudonimo di "Clint Westwood"; Zieliński affermò che quest'ultimo ha preferito restare anonimo. Nella colonna sonora appaiono anche canzoni strumentali della band death metal norvegese Blood Red Throne.
Destructive Creation scelse di lavorare su un'unica piattaforma a causa delle ridotte dimensioni del team, sperando di distribuire il gioco tramite Steam e GOG.com, se consentito. Il 15 dicembre 2014, Hatred approdò su "Steam Greenlight", ma venne rimosso; un rappresentante di Steam affermò che Valve non aveva intenzione di pubblicare il gioco. Il 17 dicembre, il gioco venne tuttavia riabilitato su Greenlight, con le scuse ufficiali di Gabe Newell. Il 29 dicembre 2014 arrivò il via libera al progetto (con più di 80 000 voti in un paio d'ore) per entrare ufficialmente nel negozio di Steam.

### Marketing

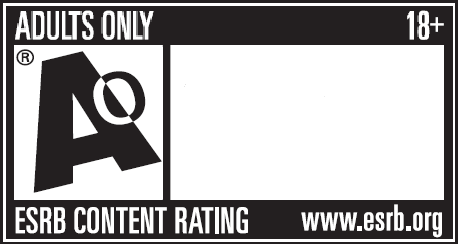
Hatred è il terzo titolo, nella storia dei videogiochi, ad aver ricevuto la classificazione "Adults Only" per motivi di violenza estrema.

Nel gennaio 2015, Hatred ottenne una valutazione "Adults Only (AO)" – adatto al solo pubblico adulto – dall'Entertainment Software Rating Board (ESRB). Questa classificazione impedì la tradizionale vendita al dettaglio del gioco negli Stati Uniti e anche su console per videogiochi poiché tutti e tre i principali produttori di hardware vietarono ai giochi con classificazione "AO" di approdare sulle proprie piattaforme. Questo fece di Hatred il terzo videogioco a ricevere una classificazione "AO" per violenza estrema, piuttosto che per contenuto sessuale, dopo Manhunt 2 e l'inedito Thrill Kill. Data la vicinanza di questa classificazione a casi storici più legati alla sessualità esplicita, gli sviluppatori non concordarono con la valutazione dell'ESRB, affermando: «Rimane comunque un traguardo aver sviluppato il secondo titolo – dopo Manhunt 2 ed escluso il mai pubblicato Thrill Kill –  nella storia dei videogiochi a ottenere una classificazione AO per estrema violenza e linguaggio scurrile... anche se la violenza non è davvero così estrema e il linguaggio scurrile mai abusato».
Un secondo trailer venne rilasciato nello stesso mese, insieme con i dettagli del preordine. Mostrava nuove armi (come il lanciafiamme) e nuove animazioni per le esecuzioni. Gli sviluppatori affermarono che poco dopo la pubblicazione, sarebbero stati resi disponibili degli strumenti di sviluppo per il gioco. La data di pubblicazione venne annunciata ad aprile 2015.
Hatred è stato pubblicato il 1º giugno 2015. Poco prima, Twitch annunciò una lista nera di tutti i giochi con classificazione "AO", rendendolo uno dei pochi videogiochi proibiti sulla piattaforma di streaming. Il primo contenuto scaricabile, intitolato "Survival", venne reso disponibile a settembre 2015, gratuitamente su Steam. Il contenuto aggiungeva tre nuove mappe per una modalità "Sopravvivenza", tre nuovi personaggi giocabili, difficoltà "Modalità Storia" e "Folle", nuovi obiettivi secondari, nuovi sistemi di classificazione, nuove classifiche e nuovi achievements. Il contenuto aggiungeva inoltre la possibilità di utilizzare trucchi, tra cui munizioni illimitate, la "modalità Dio" e l'intero arsenale immediatamente disponibile.

## Accoglienza
| Testata                         | Giudizio |
| ------------------------------- | -------- |
| Metacritic (media al 3-12-2018) | 43/100   |
| GameSpot                        | 3/10     |
| Multiplayer.it                  | 4.5/10   |
| PC Gamer                        | 48/100   |
| Destructoid                     | 5.5/10   |
| Game Informer                   | 5.5/10   |
| IGN                             | 6/10     |
| Softpedia                       | 4/5      |

### Prima della pubblicazione
La stampa e la critica videoludica reagirono negativamente al trailer d'annuncio del gioco, condannandone la rappresentazione di una violenza sfrenata. Il sito Goodgamers.us intervistò il responsabile delle pubbliche relazioni di Destructive Creations, Przemysław Szczepaniak, che rispose alle critiche affermando: «C'è una enorme differenza tra la violenza nella vita reale e quella mostrata in un videogioco». Colin Campbell di Polygon scrisse che lo staff del sito ha reagito al primo trailer del gioco con "genuina ripugnanza", descrivendolo come "orribile", "estremamente violento e molto di cattivo gusto". David Murphy di PC Magazine annunciò di essere preparati all'eventuale contraccolpo mediatico che il gioco avrebbe generato, se mai fosse stato pubblicato". Paragonò il gioco a Manhunt, Postal e Mortal Kombat – altri videogiochi considerati controversi per l'alto tasso di violenza – e ritenne che Hatred avrebbe generato perciò altre polemiche. Al trailer venne attribuito il beneficio della libertà di manifestazione del pensiero, tuttavia Polygon fece notare di come nessuna istituzione richiese la censura del gioco.
Mike Splechta di GameZone si interrogò sul periodo in cui Hatred venne annunciato, e di come sarebbe potuto diventare facilmente il prossimo capro espiatorio in un clima che già accusava il medium videoludico di essere tra i fattori responsabili del problema "massacro scolastico". Ben Kuchera di Polygon scrisse che il trailer era un fallimento di retorica in quanto tentava di scioccare gli spettatori, ma alla fine non faceva che attingere dallo shock culturale degli anni 1990. In risposta Zieliński disse che, al contrario, il cosiddetto "effetto shock" del trailer riuscì nel proprio intento, causando una reazione dell'industria videoludica che rifletteva il politicamente corretto – un pensiero unico, integrale, che impone cosa dire e come pensare – che l'esistenza stessa del gioco ha cercato di smontare e di contrastare. Riguardo alla questione di presunti legami tra la software house e il gruppo di estrema destra islamofobico polacco "Pro-Polska Liga Obrony" (Lega di difesa della Polonia), basata su un "Mi piace" rilasciato sulla pagina Facebook del gruppo, Destructive Creations rispose di non supportare questo tipo di organizzazioni, di opporsi alle "ideologie totalitarie" e di apprezzare, nonostante tutto, la notorietà che i media stavano dando al gioco, seppure in malafede.
Il secondo trailer, intitolato "Devastation", ricevette critiche simili, con Polygon che lo definì altrettanto "perfido" e "cinico" come il primo trailer. The Guardian, Rock, Paper, Shotgun e Kotaku descrissero Hatred come un "simulatore di stragi".

### Dopo la pubblicazione
Hatred ha ricevuto recensioni generalmente negative. Detiene un punteggio complessivo di 43/100 su Metacritic, basato su 48 recensioni.
GameSpot ha affibbiato a Hatred un punteggio di 3/10, notando che la "novità" rappresentata dal gioco si attenua rapidamente a causa di una mancanza di variazioni o di momenti coinvolgenti, concludendo che: «[Il gioco] fallisce in quanto satira, catarsi, assertività e divertimento». Allo stesso modo, Jim Sterling, criticando il tono violento del gioco, ha affermanto: «Peggio di quello, ci resta solo un gioco noioso». Rock, Paper, Shotgun ha affermato: «Hatred fallisce in tutti i sensi», sostenendo che il gioco non è all'altezza né in termini di intrattenimento e nemmeno di competenza tecnica, in ultima analisi neppure nell'essere un'esperienza controversa e scioccante. Destructoid ha affermato: «Non c'è nulla di speciale in Hatred. Un esempio di apatia, né solido, né liquido. Né brutto, né bello».
Multiplayer.it ha criticato vari aspetti del gioco, tra cui i movimenti del personaggio, il sistema di guida e la presenza di intercalari "noiosi" nella modalità di gioco. IGN (Italia) ha apprezzato le meccaniche shoot 'em up e la componente grafica del titolo, criticando però la ripetitività e la scarsa intelligenza artificiale. Softpedia ha elogiato le meccaniche di gioco, definendo Hatred: «Un buon videogioco shoot 'em up, che offre un'esperienza interessante».
Hatred divenne in poche ore un best seller su Steam e nel tempo raccolse un'accoglienza piuttosto positiva da parte dei giocatori.